# Air Chrysalis Scandinavia
Air Chrysalis Scandinavia är ett musikförlag ägt av Chrysalis Music i London, som tidigare även varit skivbolag och bedrivit notutgivning.
Air Chrysalis Scandinavia har sina rötter i Air Music Scandinavia AB, vilket var ett musikförlag och skivbolag som startades 1969 av svensken Sture Borgedahl och Beatlesproducenten George Martins bolag Air London, som vardera ägde 50% av bolaget. Borgedahl hade varit verksam i musikbranschen sedan 1938, bland annat på Nordiska Musikförlaget och Sonora Musikförlag. I början var man inriktade på så kallade subförlagsverksamhet, det vill säga representation av utländska kataloger, samt egen notutgivning.
Air Music bedrev redan från början en betydande verksamhet genom att Borgedahl tog med sig många av de kataloger han arbetat med på Sonora till det nya bolaget. Under 1970-talet växte subförlagsverksamheten med nya kataloger som innehöll musik av låtskrivare som Bob Dylan och John Denver. År 1974 blev man representant för Chrysalis Music, för vilket man skötte marknadsföring och promotion i Skandinavien. 
Förutom subförlagsverksamheten, började Air även omgående att bygga upp en egen lokal katalog. Denna växte under 1970-talet med låtar skrivna av Lasse Berghagen, Cornelis Vreeswijk, Barbro Hörberg, Adolphson & Falk och många fler. Även notutgivningen hade en viktig roll i bolaget fram till 2004, då denna verksamhet såldes till Gehrmans Musikförlag.
Under 1970-talet började Air ta fram masterinspelningar, till exempel med Barbro Hörberg och Alf Robertson, som man licensierade ut till olika skivbolag. I början av 1980-talet startade man egen skivutgivning, varefter följde plattor med artister som Alf Robertson, Adolphson & Falk, Monica Törnell, Perssons Pack, Leif Strand, Lill-Babs, Putte Wickman och Ivan Renliden.
Under 1970-talet köpte Chrysalis Music i London Air London av George Martin och John Burgess som då var ensamma ägare eftersom Peter Sullivan och Ron Richards hade sålt sina andelar några år tidigare. Chrysalis Music blev därmed ägare av 50% av Air Music Scandinavia AB. Borgedahl var hälftenägare fram till i början av 90-talet, då han sålde sin andel till Chrysalis Music, som sedan dess äger 100 % av företaget. Borgedahl var fram till sin död 2007 verksam som styrelseledamot i Air Chrysalis Scandinavia, som idag är inriktat på musikförlagsverksamhet.
Från mitten av 1980-talet marknadsfördes skivetiketten Chrysalis Records av Air Music. År 1991 beslutade Chrysalis Music att sälja Chrysalis Records till EMI och sedan dess har inte Air Chrysalis Scandinavia, eller Chrysalis Group, någon koppling till denna skivetikett.